# FA Cup 1908-1909
La FA Cup 1908-1909 fu la trentottesima edizione del torneo calcistico più vecchio del mondo. Vinse per la prima volta il Manchester Utd.

## Calendario
| Round                           | Data                     |
| ------------------------------- | ------------------------ |
| Turno extra-preliminare         | Sabato 12 settembre 1908 |
| Turno preliminare               | Sabato 19 settembre 1908 |
| Primo turno di qualificazione   | Sabato 3 ottobre 1908    |
| Secondo turno di qualificazione | Sabato 17 ottobre 1908   |
| Terzo turno di qualificazione   | Sabato 7 novembre 1908   |
| Quarto turno di qualificazione  | Sabato 21 novembre 1908  |
| Quinto turno di qualificazione  | Sabato 5 dicembre 1908   |
| Primo turno                     | Sabato 16 gennaio 1909   |
| Secondo turno                   | Sabato 6 febbraio 1909   |
| Terzo turno                     | Sabato 20 febbraio 1909  |
| Quarto turno                    | Sabato 6 marzo 1909      |
| Semifinali                      | Sabato 27 marzo 1909     |
| Finale                          | Sabato 24 aprile 1909    |

## Primo turno
| N. partita | Squadra casa            | Punteggio | Squadra trasferta             | Data            |
| ---------- | ----------------------- | --------- | ----------------------------- | --------------- |
| 1          | Birmingham              | 2-5       | Portsmouth                    | 16 gennaio 1909 |
| 2          | Blackpool               | 2-0       | Hastings & St Leonards United | 16 gennaio 1909 |
| 3          | Chesterfield            | 0-2       | Glossop                       | 16 gennaio 1909 |
| 4          | Bristol City            | 1-1       | Southampton                   | 16 gennaio 1909 |
| Replay     | Southampton             | 0-2       | Bristol City                  | 20 gennaio 1909 |
| 5          | Bury                    | 8-0       | Kettering                     | 16 gennaio 1909 |
| 6          | Liverpool               | 5-1       | Lincoln City                  | 16 gennaio 1909 |
| 7          | Preston North End       | 1-0       | Middlesbrough                 | 16 gennaio 1909 |
| 8          | Watford                 | 1-1       | Leicester Fosse               | 16 gennaio 1909 |
| Replay     | Leicester Fosse         | 3-1       | Watford                       | 20 gennaio 1909 |
| 9          | Notts County            | 0-1       | Blackburn                     | 16 gennaio 1909 |
| 10         | Nottingham Forest       | 2-0       | Aston Villa                   | 16 gennaio 1909 |
| 11         | Sheffield Wednesday     | 5-0       | Stoke                         | 16 gennaio 1909 |
| 12         | Grimsby Town            | 0-2       | Stockport County              | 16 gennaio 1909 |
| 13         | Wolverhampton Wanderers | 2-2       | Crystal Palace                | 16 gennaio 1909 |
| Replay     | Crystal Palace          | 4-2       | Wolverhampton Wanderers       | 21 gennaio 1909 |
| 14         | West Bromwich Albion    | 3-1       | Bolton Wanderers              | 16 gennaio 1909 |
| 15         | Luton Town              | 1-2       | Millwall                      | 16 gennaio 1909 |
| 16         | Everton                 | 3-1       | Barnsley                      | 16 gennaio 1909 |
| 17         | Wrexham                 | 1-1       | Exeter City                   | 16 gennaio 1909 |
| Replay     | Exeter City             | 2-1       | Wrexham                       | 20 gennaio 1909 |
| 18         | Sheffield United        | 2-3       | Sunderland                    | 16 gennaio 1909 |
| 19         | Newcastle United        | 5-0       | Clapton Orient                | 16 gennaio 1909 |
| 20         | Manchester City         | 3-4       | Tottenham Hotspur             | 16 gennaio 1909 |
| 21         | Queens Park Rangers     | 0-0       | West Ham United               | 16 gennaio 1909 |
| Replay     | West Ham United         | 1-0       | Queens Park Rangers           | 20 gennaio 1909 |
| 22         | Fulham                  | 4-1       | Carlisle United               | 16 gennaio 1909 |
| 23         | Brentford               | 2-0       | Gainsborough Trinity          | 16 gennaio 1909 |
| 24         | Bristol Rovers          | 1-4       | Burnley                       | 16 gennaio 1909 |
| 25         | Northampton Town        | 1-1       | Derby County                  | 16 gennaio 1909 |
| Replay     | Derby County            | 4-2       | Northampton Town              | 20 gennaio 1909 |
| 26         | Manchester United       | 1-0       | Brighton & Hove Albion        | 16 gennaio 1909 |
| 27         | Norwich City            | 0-0       | Reading                       | 16 gennaio 1909 |
| Replay     | Reading                 | 1-1       | Norwich City                  | 20 gennaio 1909 |
| Replay     | Norwich City            | 3-2       | Reading                       | 25 gennaio 1909 |
| 28         | Plymouth Argyle         | 1-0       | Swindon Town                  | 16 gennaio 1909 |
| 29         | Bradford City           | 2-0       | Workington                    | 19 gennaio 1909 |
| 30         | Hull City               | 1-1       | Chelsea                       | 16 gennaio 1909 |
| Replay     | Chelsea                 | 1-0       | Hull City                     | 20 gennaio 1909 |
| 31         | Oldham Athletic         | 1-1       | Leeds City                    | 16 gennaio 1909 |
| Replay     | Leeds City              | 2-0       | Oldham Athletic               | 20 gennaio 1909 |
| 32         | Croydon Common          | 1-1       | Woolwich Arsenal              | 16 gennaio 1909 |
| Replay     | Woolwich Arsenal        | 2-0       | Croydon Common                | 20 gennaio 1909 |

## Secondo turno
| N. partita | Squadra casa         | Punteggio | Squadra trasferta   | Data             |
| ---------- | -------------------- | --------- | ------------------- | ---------------- |
| 1          | Bristol City         | 2-2       | Bury                | 6 febbraio 1909  |
| Replay     | Bury                 | 0-1       | Bristol City        | 10 febbraio 1909 |
| 2          | Liverpool            | 2-3       | Norwich City        | 6 febbraio 1909  |
| 3          | Preston North End    | 1-2       | Sunderland          | 6 febbraio 1909  |
| 4          | Nottingham Forest    | 1-0       | Brentford           | 6 febbraio 1909  |
| 5          | Blackburn            | 2-1       | Chelsea             | 6 febbraio 1909  |
| 6          | West Bromwich Albion | 1-2       | Bradford City       | 6 febbraio 1909  |
| 7          | Leicester Fosse      | 0-2       | Derby County        | 6 febbraio 1909  |
| 8          | Woolwich Arsenal     | 1-1       | Millwall            | 6 febbraio 1909  |
| Replay     | Millwall             | 1-0       | Woolwich Arsenal    | 10 febbraio 1909 |
| 9          | Stockport County     | 1-1       | Glossop             | 6 febbraio 1909  |
| Replay     | Glossop              | 1-0       | Stockport County    | 9 febbraio 1909  |
| 10         | Newcastle United     | 2-1       | Blackpool           | 6 febbraio 1909  |
| 11         | Tottenham Hotspur    | 1-0       | Fulham              | 6 febbraio 1909  |
| 12         | Portsmouth           | 2-2       | Sheffield Wednesday | 6 febbraio 1909  |
| Replay     | Sheffield Wednesday  | 3-0       | Portsmouth          | 11 febbraio 1909 |
| 13         | Manchester United    | 1-0       | Everton             | 6 febbraio 1909  |
| 14         | Plymouth Argyle      | 2-0       | Exeter City         | 6 febbraio 1909  |
| 15         | Leeds City           | 1-1       | West Ham United     | 6 febbraio 1909  |
| Replay     | West Ham United      | 2-1       | Leeds City          | 11 febbraio 1909 |
| 16         | Crystal Palace       | 0-0       | Burnley             | 6 febbraio 1909  |
| Replay     | Burnley              | 9-0       | Crystal Palace      | 10 febbraio 1909 |

## Terzo turno
| N. partita | Squadra casa        | Punteggio | Squadra trasferta | Data             |
| ---------- | ------------------- | --------- | ----------------- | ---------------- |
| 1          | Bristol City        | 2-0       | Norwich City      | 20 febbraio 1909 |
| 2          | Nottingham Forest   | 3-1       | Millwall          | 20 febbraio 1909 |
| 3          | Sheffield Wednesday | 0-1       | Glossop           | 20 febbraio 1909 |
| 4          | Derby County        | 1-0       | Plymouth Argyle   | 20 febbraio 1909 |
| 5          | Tottenham Hotspur   | 0-0       | Burnley           | 20 febbraio 1909 |
| Replay     | Burnley             | 3-1       | Tottenham Hotspur | 24 febbraio 1909 |
| 6          | West Ham United     | 0-0       | Newcastle United  | 20 febbraio 1909 |
| Replay     | Newcastle United    | 2-1       | West Ham United   | 24 febbraio 1909 |
| 7          | Manchester United   | 6-1       | Blackburn         | 20 febbraio 1909 |
| 8          | Bradford City       | 0-1       | Sunderland        | 20 febbraio 1909 |

## Quarto turno
| N. partita | Squadra casa     | Punteggio | Squadra trasferta | Data          |
| ---------- | ---------------- | --------- | ----------------- | ------------- |
| 1          | Burnley          | 2-3       | Manchester United | 10 marzo 1909 |
| 2          | Derby County     | 3-0       | Nottingham Forest | 13 marzo 1909 |
| 3          | Newcastle United | 2-2       | Sunderland        | 6 marzo 1909  |
| Replay     | Sunderland       | 0-3       | Newcastle United  | 10 marzo 1909 |
| 4          | Glossop          | 0-0       | Bristol City      | 6 marzo 1909  |
| Replay     | Bristol City     | 1-0       | Glossop           | 10 marzo 1909 |

## Semifinali
| Sheffield 27 marzo 1909, ore 15:00 | Manchester United | 1 – 0 | Newcastle Utd | Bramall Lane |

| Londra 27 marzo 1909, ore 15:00 | Bristol City | 1 – 1 | Derby County | Stamford Bridge |

Replay
| Birmingham 31 marzo 1909, ore 15:00 | Bristol City | 2 – 1 | Derby County | St Andrew's |

## Finale
| Arbitro: | J. Mason |

|                    |           |  |
| Sandy Turnbull 22’ | Marcatori |  |

| Manchester United | Bristol City |